# 807

## Nașteri
- dată necunoscută: Abu Tammam  (d. ?)

## Decese
- dată necunoscută: Widukind  (n. 755)